# Hassan Akkouch
Hassan Akkouch (* 1988 in al-Kharayeb, Gouvernement Süd-Libanon) ist ein deutsch-libanesischer Schauspieler und Tänzer.

## Leben

### Herkunft und Familie
Akkouch wurde im südlichen Libanon geboren. 1990 kam er als Bürgerkriegsflüchtling nach Deutschland, wohin seine Eltern mit seiner älteren Schwester und ihm geflüchtet waren und wuchs in Berlin-Neukölln auf. Akkouch hat fünf weitere Geschwister, drei Schwestern und zwei Brüder. Er besuchte eine Berliner Realschule, wo er Schülersprecher war. Während seiner Schulzeit war er zeitweise in einer Jugend-Gang. Mehrfach standen Akkouch und seine Familie vor einer möglichen Abschiebung. Im April 2003 wurde die Familie erstmals in den Libanon abgeschoben, kehrte jedoch nach sechs Wochen nach Deutschland zurück. Im Dezember 2005 sprach sich die Härtefallkommission für ein Bleiberecht von Hassan Akkouch aus; der Berliner Senat hielt die Familie jedoch für „vollziehbar ausreisepflichtig“, da sie als Schiiten im Libanon keiner Verfolgung unterliegen würden. In der taz und bei der Bundeszentrale für politische Bildung erschienen Porträts und Dokumentationen über Akkouch und seine Familie. Insgesamt lebten Akkouch und seine Familie fast zwölf Jahre „geduldet“ in Deutschland. Akkouch lebte zuletzt mit einem unbefristeten Aufenthaltstitel in Deutschland; mittlerweile wurde er in München eingebürgert.

### Karriere als Tänzer
Als Kind und Jugendlicher entdeckte er seine Leidenschaft für das Tanzen; schon als Kind hatte er Musikvideos von Michael Jackson angeschaut. Ab 2000 nahm er regelmäßig Breakdance-Unterricht und war als Breakdancer aktiv. Seinen ersten professionellen Auftritt hatte er im Alter von 13 Jahren bei der Eröffnung des Forums Neukölln, für den ihn Detlef Soost gebucht hatte. In den nächsten Jahren folgten weitere professionelle und bezahlte Tanzauftritte, mit denen Akkouch seinen Lebensunterhalt verdienen konnte. Er trat im Zirkus Magnifico von André Heller auf. Ab 2009 war er Mitglied der Dance-Formation Fanatix. Akkouch arbeitete auch selbst als Tanzlehrer; mit Jugendlichen trainierte er Tanz und Körperhaltung an der Berliner Rütli-Schule.
Als Jugendlicher wirkte er in mehreren Tanztheater-Produktionen von Constanza Macras mit, so in Scratch Neukölln (2003; Hebbel am Ufer) und Back to the Present (2004; Schaubühne), wo er Elemente aus Akrobatik, Breakdance und Rap kombinieren konnte.

### Schauspiel und Theater
Durch ein Casting kam Akkouch schließlich auch zum Schauspiel; er war der einzige Darsteller ohne Schauspielausbildung. 2011 und 2012 spielte er am Ballhaus Naunynstraße den jungen Muslim Musa in dem Theaterstück Verrücktes Blut von Nurkan Erpulat und Jens Hillje; mit dieser Produktion, in der u. a. Sesede Terziyan und Tamer Arslan seine Partner waren, gastierte er auch am Staatsschauspiel Dresden.
Während seiner abendlichen Theaterauftritte in Verrücktes Blut machte er im Sommer 2012 in München seine Aufnahmeprüfung für die Schauspielschule. Von September 2012 bis 2015 absolvierte er sein Schauspielstudium an der Otto-Falckenberg-Schule in München.
Bereits während seiner Ausbildung wirkte er in verschiedenen Theaterproduktionen in Berlin, Mannheim und München mit. Im Rahmen des Berliner Herbstsalons trat er im September 2013 am Maxim Gorki Theater mit der Tanzperformance Der Mann, der über seinen Schatten springen wollte von Nevin Aladağ auf. Mit dem Stück X Firmen (Regie: Nevin Aladağ) gastierte er im Sommer 2014 beim Festival „Theater der Welt“ in Mannheim. Im September 2014 trat er am Maxim Gorki Theater in der Tanztheater-Produktion Fallen (Regie: Sebastian Nübling) auf; wieder war Tamer Arslan sein Partner.
An den Münchner Kammerspielen war Akkouch in den Produktionen Schnapsbudenbestien Folge 4: Nana (als George, Regie: Matthias Günther, 2013) sowie als Kriminaloberkommissar in Glow! Box BRD (Regie: Jorinde Dröse, 2015) zu sehen. Seit der Spielzeit 2015/16 ist Hassan Akkouch festes Ensemblemitglied der Münchner Kammerspiele. Dort spielte er bisher u. a. die Rollen Jessica/Shylock in Kaufmann von Venedig (Premiere: Oktober 2015; Regie: Nicolas Stemann). Ab Februar 2016 trat er an den Münchner Kammerspielen in der Produktion La Sonnambula (nach Motiven der gleichnamigen Oper von Vincenzo Bellini) in der Regie des ungarischen Regisseurs David Marton auf. In der Produktion Der Fall Mersault – Eine Gegendarstellung (Premiere: Spielzeit 2016/17) nach dem Roman von Kamel Daoud, spielte er neben dem Schauspieler Dennis Amir Kharazmi die Rolle des erschossenen Musa. In der Uraufführung von Christoph Marthalers Stück Tiefer Schweb (Premiere: Juni 2017), spielte Akkouch an der Münchner Kammerspielen einen „Vorzeige-Flüchtling“, der erfolgreich eingebürgert wurde, und einen Schuhplattler tanzt.
Im Mai 2017 erhielt Akkouch für seine schauspielerischen Leistungen an den Münchner Kammerspielen den „Förderpreis des Vereins zur Förderung der Münchner Kammerspiele“.
In der Spielzeit 2022/23 ist er am Schauspiel Hannover an der Produktion Yahya Hassan beteiligt.

### Film und Fernsehen
Von 2006 bis 2009 war Akkouch Protagonist in dem mehrfach preisgekrönten Dokumentarfilm Neukölln Unlimited, bei dem die Filmemacher Agostino Imondi und Dietmar Ratsch ihn und seine beiden Geschwister Lial und Maradona über mehrere Jahre mit der Kamera durch Berlin-Neukölln begleiteten.
Durch ein Schauspiel-Casting erhielt Akkouch 2011 auch seine erste professionelle Fernsehrolle, eine Episodenhauptrolle in der ZDF-Krimiserie Verbrechen nach Ferdinand von Schirach; er spielte Abbas Porter, den tatverdächtigen, spielsüchtigen Freund einer ermordeten Medizinstudentin.
Im Münchner Tatort: Macht und Ohnmacht (2013) war er in der Rolle des Tatverdächtigen Birol Yenal zu sehen. Im Frankfurter Tatort: Wer das Schweigen bricht (2013) spielte er den Strafgefangenen Murat. Im Dortmunder Tatort: Eine andere Welt (2013) verkörperte er den Dealer Tarek Abboudi, den libanesischen Ex-Freund des 16-jährigen Tatopfers Nadine Petzokat. Im Bremer Tatort: Brüder spielte er Mo Nidal, den Bruder des schwerkriminellen Clan-Chefs Hassan Nidal (Dar Salim). In einer Szene seiner Rolle spuckte er Kriminalkommissarin Inga Lürsen (Sabine Postel) ins Gesicht.
Im März 2014 war er in der ZDF-Fernsehserie SOKO München in einer Episodenrolle als vorbestrafter Tatverdächtiger zu sehen. In dem Fernsehfilm Der Pfarrer und das Mädchen (2015) spielte er den Jugendlichen Ben, der Zeuge und Mitwisser einer Vergewaltigung wird. In der ZDF-Krimireihe Nachtschicht war er im Februar 2016 in dem Film Der letzte Job in einer Nebenrolle zu sehen. Er spielte den gelernten Koch und muslimischen Asylbewerber Abdel Raz. Im März 2016 war Akkouch im Luzerner Tatort: Kleine Prinzen als Fahd Al-Numi zu sehen; er spielte einen arabischen Prinzen, der in der Schweiz auf ein Elite-Internat geht. Im April 2017 war Akkouch in der ZDF-Serie Der Kriminalist in einer Episodenrolle zu sehen; er spielte den Strafgefangenen Karim Gökdal. In der satirischen BR-Fernsehserie Hindafing (Erstausstrahlung: Mai/Juni 2017) hatte Akkouch eine durchgehende Nebenrolle als ehemaliger Krankenpfleger und Asylbewerber Nabil. In dem Spielfilm Fremde Tochter von Stephan Lacant, der im Juni 2017 seine Premiere auf dem Filmfest München hatte, verkörperte er den 19-jährigen Auszubildenden Farid, einen jungen Moslem, der sich in Lena, eine 17-jährige Deutsche verliebt, und sich trotz der kulturellen Gegensätze zu seiner Liebe bekennt. Seit Januar 2020 gehört Akkouch als Kriminaloberkommissar Fahri Celik zur Stammbesetzung des Ermittlerteams der auf Das Erste ausgestrahlten Vorabendserie WaPo Berlin. Im siebten Film der Harter-Brocken-Krimireihe, Harter Brocken: Das Überlebenstraining (2022), spielte er als Militärspion Adam eine der Hauptrollen.
Neben seiner Film- und Fernsehtätigkeit war Akkouch gelegentlich auch als Hörspielsprecher tätig.

### Trivia und Privates
Als Jugendlicher war er als Rapper aktiv und rappte auf Deutsch, Französisch, Englisch und Arabisch. 2007 nahm er am Berliner Contest Rap for Q-Rage teil. Hassan Akkouch ist der Cousin des Berliner Rappers Samra. Nachdem er zeitweise in einer Münchner Künstler-WG gewohnt hatte, lebt er mittlerweile wieder in Berlin.

## Filmografie (Auswahl)
- 2010: Neukölln Unlimited (Dokumentarfilm)
- 2012: Der Kriminalist (Fernsehserie; Folge: Todgeweiht)
- 2012: Verbrechen nach Ferdinand von Schirach (Fernsehserie; Folge: Summertime)
- 2013: Tatort – Macht und Ohnmacht (Fernsehreihe)
- 2013: Tatort – Wer das Schweigen bricht (Fernsehreihe)
- 2013: Tatort – Eine andere Welt (Fernsehreihe)
- 2014: Tatort – Brüder (Fernsehreihe)
- 2014: SOKO München (Fernsehserie; Folge: Ein schönes Mädchen)
- 2015: Der Pfarrer und das Mädchen (Fernsehfilm)
- 2016: Nachtschicht – Der letzte Job (Fernsehreihe)
- 2016: Layla M.
- 2016: Tatort – Kleine Prinzen (Fernsehreihe)
- 2016: Kommissarin Lucas – Schuldig (Fernsehreihe)
- 2017: Der Kriminalist (Fernsehserie; Folge: Der verlorene Sohn)
- 2017: Unter Verdacht: Verlorene Sicherheit (2) (Fernsehreihe)
- 2017: Hindafing (Fernsehserie)
- 2017: Fremde Tochter (Fernsehfilm)
- 2018: Landkrimi – Grenzland (Fernsehreihe)
- 2018: 4 Blocks (Fernsehserie)
- 2019: Nachtschicht – Cash & Carry (Fernsehreihe)
- seit 2020: WaPo Berlin (Fernsehserie, Serienhauptrolle)
- 2020: Contra
- 2021: Der menschliche Faktor
- 2021: München Mord: Das Kamel und die Blume (Fernsehreihe)
- 2022: Harter Brocken: Das Überlebenstraining (Fernsehreihe)
- 2022: Neben der Spur – Die andere Frau
- 2022: Alle wollen geliebt werden
- 2023: 15 Jahre
- 2024: Eine Million Minuten
- 2024: Tatort: Ad Acta

## Auszeichnungen
- 2017: Förderpreis des Vereins zur Förderung der Münchner Kammerspiele[14]
- 2018: Fernsehfilmpreis der Deutschen Akademie der Darstellenden Künste, Darstellerpreis für Fremde Tochter[23]